# 梅屈埃斯
梅屈埃斯（法語：Mercuès，法語發音：[mɛʁkɥɛs]）是法国洛特省的一个市镇，属于卡奥尔区。

## 地理
梅屈埃斯（44°29'50"N, 1°23'8"E）面积7.24 平方千米，位于法国奧克西塔尼大區洛特省，该省份为法国西南部内陆省份，北起顺时针与科雷兹省、康塔爾省、阿韦龙省、塔恩-加龙省、洛特-加龍省和多尔多涅省接壤。
与梅屈埃斯接壤的市镇（或旧市镇、城区）包括：卡奥尔、卡亚克、卡拉马讷、杜埃勒、埃斯佩尔、普拉迪讷。

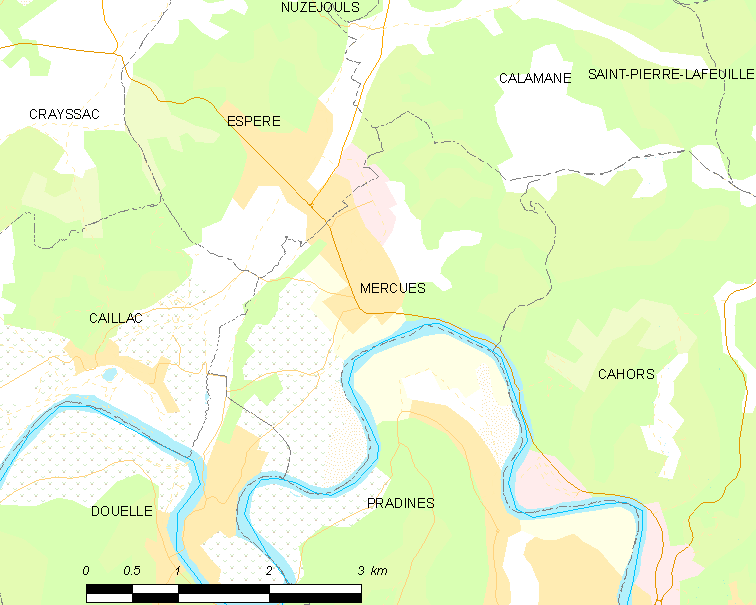
梅屈埃斯的OSM定位图

梅屈埃斯的时区为UTC+01:00、UTC+02:00（夏令时）。

## 行政
梅屈埃斯的邮政编码为46090，INSEE市镇编码为46191。

## 政治
梅屈埃斯所属的省级选区为卡奥尔第一县。

## 人口

1962-2008年间梅屈埃斯人口变化图示

梅屈埃斯于2022年1月1日时的人口数量为1125人。